# 皇帝退位法

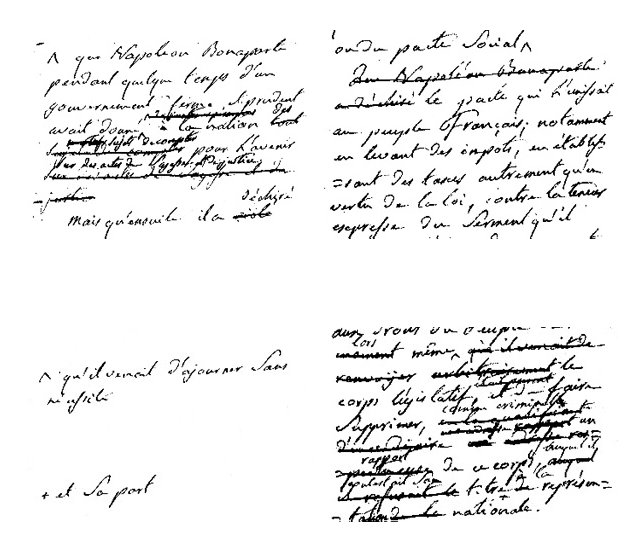
皇帝退位法の写本

皇帝退位法（こうていたいいほう、フランス語: Acte de déchéance de l'Empereur）は、護憲元老院が1814年4月2日に採択した、ナポレオン1世のフランス皇帝退位を認めた法。

## 背景
フランス革命でルイ16世が退位に追い込まれて以降、フランスはほぼ常にヨーロッパの各国と戦争状態にあった。慢性的な政治不穏と戦争の長期化は軍事クーデターの素地となり、実際にボナパルト将軍はブリュメール18日のクーデターを実行して共和暦8年憲法で統領政府の三頭政治を成立させた。2年後の共和暦10年憲法でボナパルトは終身第一統領になり、さらに1804年5月18日の共和暦12年憲法でボナパルトはナポレオン1世として12月2日に戴冠した。
1812年ロシア戦役でフランスの大陸軍がほぼ全滅したため、第六次対仏大同盟でフランスが六日間の戦役の全戦闘で勝しても同盟軍のパリへの進軍を止められなかった。
1814年3月末、同盟軍はパリの外まで到着し、タレーランはすぐさまマルモンのパリ守備軍の降伏交渉をした。3月31日、タレーランは自らのホテルでプロイセン王フリードリヒ・ヴィルヘルム3世とロシア皇帝アレクサンドル1世と会談、王政復古を主張して護憲元老院も支持するとした。

## 法の採択
1814年4月1日、護憲元老院はタレーランを5人からなる臨時政府の長に選出した。次の日、タレーランは元老院の議長バルテルミーとともにナポレオンとボナパルト家の退位、およびプロヴァンス伯をルイ18世として即位させることを動議した。3日、元老院はナポレオンによる共和暦12年憲法違反を糾弾する文書を採択した。この時の議事録は翌日のモニテュール・ユニヴァースル紙で刊行された。

## その後

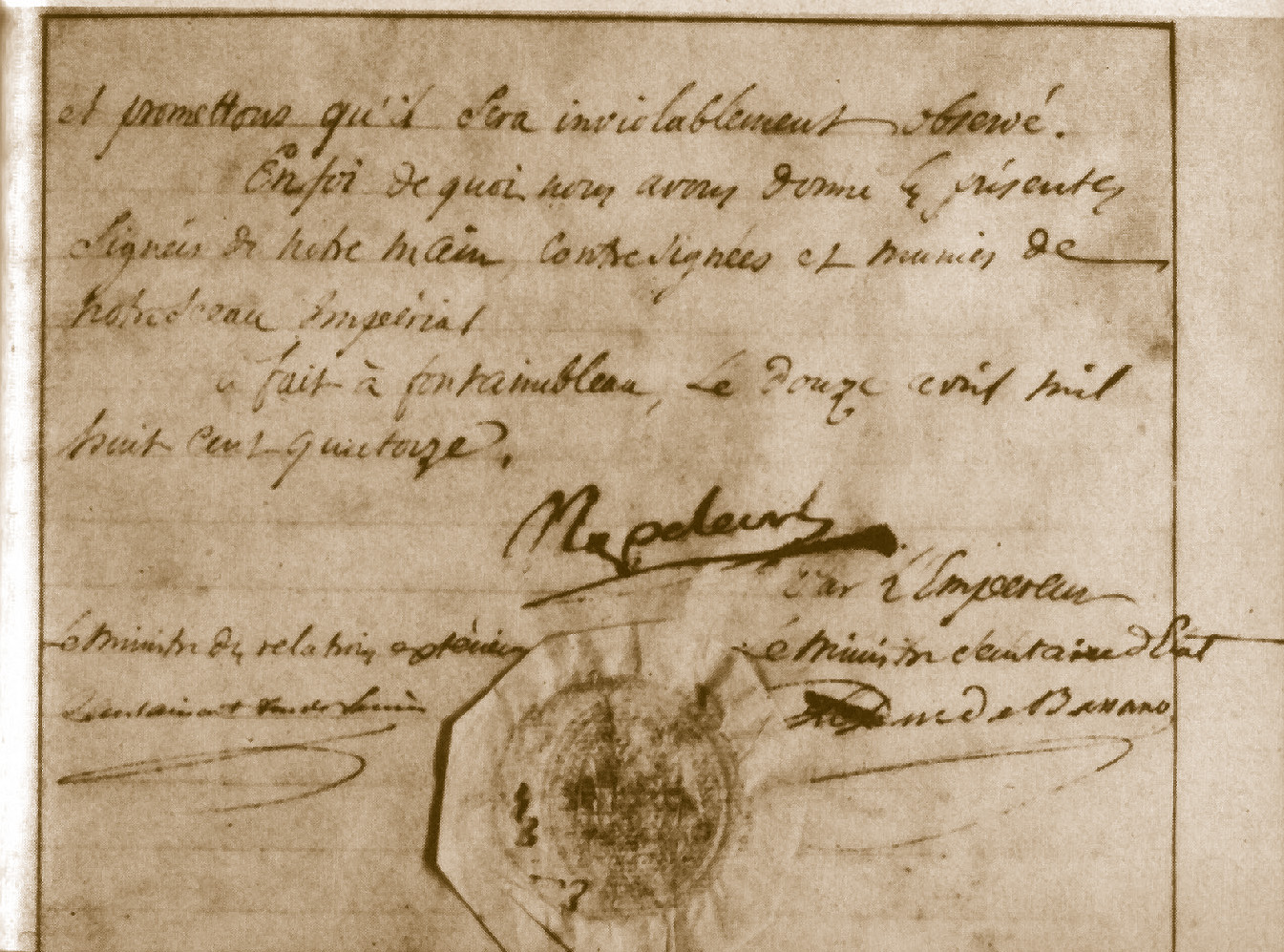
ナポレオンの退位

息子ナポレオン2世を帝位に就かせようとした後、ナポレオンは4月11日に無条件で退位した。同盟軍は彼に皇帝の称号を保持することを許したが、彼をエルバ島に追放して、彼の国の領土もその島に限られた。1815年2月26日、ナポレオンは再起しようとして百日天下を引き起こしたが、ワーテルローの戦いで敗北してセントヘレナ島に追放された。
その後、皇帝退位法を支持したかどうかがブルボン家への忠誠のリトマス試験となった。